# Anyai szív
Az Anyai szív (eredeti cím: Poziția copilului) 2013-ban készült román filmdráma, amelyet Călin Peter Netzer rendezett. 
A film a 63. Berlini Nemzetközi Filmfesztiválon debütált, ahol elnyerte az Arany Medve díjat. Ezenkívül ugyanitt elnyerte a filmkritikusok és -újságírók FIPRESCI-díját is. Bemutatták a 2013-as Torontói Nemzetközi Filmfesztiválon is. Jelölték a legjobb idegen nyelvű film Oscar-díjára a 86. Oscar-gálára.

## Szereplők
- Luminița Gheorghiu – Cornelia Kenereș, az anya
- Bogdan Dumitrache – Barbu, a fia
- Vlad Ivanov – Dinu Laurențiu
- Florin Zamfirescu – Făgărășanu
- Ilinca Goia – Carmen
- Nataşa Raab – Olga Cerchez
- Adrian Titieni – a másik apa

## Cselekmény
|  | Alább a cselekmény részletei következnek! |

Cornelia Kenereș neves építész, a román elit tagja éppen születésnapjára készül, panaszkodik barátnőjének, hogy fia nem akar eljönni az ünnepségre. A születésnapi parti a fia nélkül zajlik le.
Egy operaelőadás közepén az anyát kihívják, hogy valami történt a fiával, balesetbe keveredett. Kiderül, hogy a fiának semmi baja, viszont elütött valakit egy vidéki országúton, miközben szabálytalanul, túl gyorsan hajtva előzött. Az anya azonnal a helyszínre megy, hogy megpróbálja elsimítani az ügyet. Közben hívja befolyásos ismerőseit, akik segíthetnek.
Közben megtudjuk, hogy anya és fia között feszült a viszony, mivel az anya teljesen rátelepedik a fia életére, mindenbe beleszól, ugyanakkor a fia is eléggé életképtelennek tűnik az anyja nélkül.
Az anya megpróbálja felvenni a kapcsolatot a koronatanúval, ő ült abban az autóban, amelyet a fia nagy sebességgel előzött, amikor elütötte az áldozatot. Tőle függ, hogy mekkora sebességet állapítanak meg, ami sokat nyomhat a latban. Az illető azonban egy minden hájjal megkent üzletember, aki azonnal átlátja, hogy ebből sok pénzt szerezhet, tehát megzsarolja az asszonyt.
Közben az elgázolt fiú családja készül a temetésre. Az asszony mindenképpen el akar menni és megígéri a fiának, hogy kiszáll az életéből, ha az most az egyszer utoljára megteszi, amit az anyja akar: menjen el a temetésre és kérjen bocsánatot a családtól.
A temetés napján el is mennek a faluba, de a fiú képtelen kiszállni az autóból, az anyját és szeretőjét küldi a családhoz kondoleálni. A film zárójelenetében azonban mégis azt kéri anyjától, hogy nyissa ki az ajtót (amit az anyja a központi zárral rázárt), és odamegy a gyászoló apához. Mindezt a szélvédőn át látjuk, nem halljuk, mi történik. A két férfi áll egymással szemben, végül bizonytalanul kezet fognak, az apa visszamegy a házba, míg a fiú visszaszáll az autóba.
|  | Itt a vége a cselekmény részletezésének! |

## Megjelenés
A filmet a Berlini Filmfesztiválon mutatták be 2013. február 11-én. Magyarországi bemutatójának időpontja: 2013. október 24.

## Magyar nyelvű kritikák
- Kapcsolati tőke - Filmtett.ro

## Fordítás
- Ez a szócikk részben vagy egészben  a    Child's Pose című angol Wikipédia-szócikk ezen változatának fordításán alapul.  Az eredeti cikk szerkesztőit annak laptörténete sorolja fel. Ez a jelzés csupán a megfogalmazás eredetét és a szerzői jogokat jelzi, nem szolgál a cikkben szereplő információk forrásmegjelöléseként.